# Frunzaru, Olt
Frunzaru este un sat în comuna Sprâncenata din județul Olt, Muntenia, România. Pe malul stâng al Oltului,are o microhidrocentrală se învecinează cu comuna Babiciu care e pe malul celalalt al Oltului, există un pod de trecere peste Olt.
 Acest articol despre o localitate din județul Olt este deocamdată un ciot. Puteți ajuta Wikipedia prin completarea lui.

Sat de o frumusețe rară cu păduri verzi de foioase, străbătut de râul Cungrea și cu celebrul copac,Tecul de la Ionicesti.